# Косјерић (село)
Косјерић (село) је насеље у Србији у општини Косјерић у Златиборском округу. Према попису из 2022. било је 811 становника.

## Рељеф
Косјерић (село) је већим делом окружено брдима. Једно од познатијих је Црнокоса. На брду Злоступ некада се налазио стари средњовековни и старовековни град чије се рушевине не виде.
Кроз село протиче и река Скрапеж, која је у поплавама маја 2014. нанела велику штету домаћинствима Косјерић села. Kроз село протичу и бројни мали пточићи који обилују лепотом и необично секу стеновита брда.

## Демографија
У насељу Косјерић (село) живи 859 пунолетних становника, а просечна старост становништва износи 42,4 година (41,1 код мушкараца и 43,8 код жена). У насељу има 342 домаћинства, а просечан број чланова по домаћинству је 2,52 ст./дом.
Ово насеље је великим делом насељено Србима (према попису из 2002. године), а у последња три пописа, примећен је пад у броју становника.
|  |

| Демографија | Демографија | Демографија |
| Година      | Становника  | Становника  |
| ----------- | ----------- | ----------- |
| 1948.       | 1.647       |             |
| 1953.       | 1.727       |             |
| 1961.       | 2.041       |             |
| 1971.       | 1.362       |             |
| 1981.       | 1.165       |             |
| 1991.       | 1.115       | 1.107       |
| 2002.       | 1.023       | 1.035       |

| Етнички састав према попису из 2002.‍ | Етнички састав према попису из 2002.‍ | Етнички састав према попису из 2002.‍ | Етнички састав према попису из 2002.‍ | Етнички састав према попису из 2002.‍ |
| ------------------------------------ | ------------------------------------ | ------------------------------------ | ------------------------------------ | ------------------------------------ |
|                                      |                                      |                                      |                                      |                                      |
| Срби                                 | Срби                                 |                                      | 1.001                                | 97,84%                               |
| Црногорци                            | Црногорци                            |                                      | 10                                   | 0,97%                                |
| Македонци                            | Македонци                            |                                      | 2                                    | 0,19%                                |
| Словенци                             | Словенци                             |                                      | 1                                    | 0,09%                                |
| непознато                            | непознато                            |                                      | 4                                    | 0,39%                                |

| Година пописа     | 1948. | 1953. | 1961. | 1971. | 1981. | 1991. | 2002. |
| ----------------- | ----- | ----- | ----- | ----- | ----- | ----- | ----- |
| Број домаћинстава | 306   | 344   | 527   | 357   | 334   | 346   | 342   |

| Број чланова      | 1  | 2   | 3  | 4  | 5  | 6  | 7 | 8 | 9 | 10 и више | Просек |
| ----------------- | -- | --- | -- | -- | -- | -- | - | - | - | --------- | ------ |
| Број домаћинстава | 57 | 103 | 60 | 64 | 31 | 21 | 5 | 1 | 0 | 0         | 2,99   |

| Пол    | Укупно | Неожењен/Неудата | Ожењен/Удата | Удовац/Удовица | Разведен/Разведена | Непознато |
| ------ | ------ | ---------------- | ------------ | -------------- | ------------------ | --------- |
| Мушки  | 435    | 126              | 273          | 26             | 8                  | 2         |
| Женски | 448    | 67               | 274          | 92             | 14                 | 1         |
| УКУПНО | 883    | 193              | 547          | 118            | 22                 | 3         |

| Пол    | Укупно                    | Пољопривреда, лов и шумарство | Рибарство                            | Вађење руде и камена | Прерађивачка индустрија       |
| ------ | ------------------------- | ----------------------------- | ------------------------------------ | -------------------- | ----------------------------- |
| Мушки  | 219                       | 58                            | 0                                    | 0                    | 71                            |
| Женски | 129                       | 41                            | 0                                    | 0                    | 50                            |
| УКУПНО | 348                       | 99                            | 0                                    | 0                    | 121                           |
| Пол    | Производња и снабдевање   | Грађевинарство                | Трговина                             | Хотели и ресторани   | Саобраћај, складиштење и везе |
| Мушки  | 7                         | 29                            | 14                                   | 4                    | 22                            |
| Женски | 0                         | 0                             | 14                                   | 5                    | 3                             |
| УКУПНО | 7                         | 29                            | 28                                   | 9                    | 25                            |
| Пол    | Финансијско посредовање   | Некретнине                    | Државна управа и одбрана             | Образовање           | Здравствени и социјални рад   |
| Мушки  | 0                         | 4                             | 4                                    | 2                    | 2                             |
| Женски | 4                         | 1                             | 3                                    | 4                    | 4                             |
| УКУПНО | 4                         | 5                             | 7                                    | 6                    | 6                             |
| Пол    | Остале услужне активности | Приватна домаћинства          | Екстериторијалне организације и тела | Непознато            | Непознато                     |
| Мушки  | 1                         | 0                             | 0                                    | 1                    | 1                             |
| Женски | 0                         | 0                             | 0                                    | 0                    | 0                             |
| УКУПНО | 1                         | 0                             | 0                                    | 1                    | 1                             |